# Bethan Huws
Bethan Huws (* 1961 in Bangor, Wales) ist eine walisische Objektkünstlerin. Ihr Werk besteht aus von ihr so genannten „Wort-Vitrinen“, organischen Objekten und Filmen.

## Leben und künstlerische Thematik
Bethan Huws wuchs in Nordwales mit den Sprachen Walisisch und Englisch auf, später kam Französisch dazu. Huws studierte in den 80er Jahren am Royal College of Art in London. Sie lebte in Paris, bis sie 2009 nach Berlin zog. Die Untersuchung der Sprache als Mittel der Verständigung und der Kunst stehen im Zentrum der Arbeiten von Bethan Huws. Dieses Thema verfolgt die Künstlerin in unterschiedlichen Medien, räumlichen Interventionen, Objekten und Textarbeiten. Anknüpfungspunkte sind dabei immer wieder die Anfänge der modernen Kunst, insbesondere Marcel Duchamp, auf dessen Werk sich einige Arbeiten Bethan Huws beziehen. Ihre Textarbeiten, die sie erstmals 1991 in London mit der Präsentation des „Lake Piece“ vorstellte, thematisieren Sprache als Mittel der Verständigung. Ein weiteres Thema, das die Künstlerin mit ihren Textarbeiten anstößt, ist das problematische Verhältnis zwischen Künstler und Kurator.

## Zum Werk
In den frühsten Ausstellungen wurden eng beschriebene Blätter auf verschiedene Wände angebracht, später wurden Textarbeiten auf Metalltafeln gedruckt und in offener Landschaft aufgestellt oder von der Künstlerin in Bleistift direkt auf die Wand des Galerieraumes geschrieben.

### „Wort-Vitrinen“
Seit 1998 arbeitet Huws mit „Wort-Vitrinen“, handelsübliche Metallkästchen, versehen mit Glasfront und schwarzer Rückwand, die mit flexibel steckbaren, weißen Plastikbuchstaben der Vermittlung von Informationen aller Art dienen und sich zum Beispiel in Amtsstuben finden oder in Restaurants, um darin die Preise anzuzeigen. Huws füllt diese Kästen mit eigenen Inhalten.
Die Texte der „Wort-Vitrinen“, die manchmal zum Lachen, manchmal zum Stutzen oder zum Nachdenken anregen, verweisen auf die Inkongruenzen in der Bedeutung eines Wortes oder die problematische Stellung eines Künstlers. So kommentieren zwei ihrer „Wort-Vitrinen“, THAT ARTISTS DON’T HAVE MUCH TO SAY: PROVES THAT THEY ARE SPEAKING und AS SELFISH AS A PAINTER (Dass Künstler nicht viel zu sagen hätten, beweist, dass sie ihre Stimme erheben und: Maler zeichnen sich durch ihren Egoismus aus), die Stellung des Künstlers in der Gegenwart. Bei einer anderen „Wort-Vitrine“ mit der Buchstabenfolge „LLWYNCELYN“ ist die Bedeutung dieses Wortes für die Betrachter nicht zugänglich. Die englische Übersetzung „HOLLYWOOD“ dieses walisischen Wortes wirkt hingegen weltweit wie ein Logo und löst Assoziationen aus.
Zwei weitere Vitrinen rufen Erinnerungen an zwei Ikonen der modernen Kunst wach: „THIS IS NOT A PIPE: IS CORRECT. IT'S A PAINTING“ steht in der einen, dazu ganz unten „René Magritte. 1928“; in der anderen ist „PISS OFF, I'M A FOUNTAIN“ zu lesen. René Magritte und Marcel Duchamp, deren Werke hier zitiert sind, befragten in unterschiedlicher Weise in den genannten Arbeiten das Verhältnis zwischen den Objekten und ihrer Darstellung in der Kunst. Als die Künstlerin eingeladen wurde im selben Raum mit dem japanischen Altmeister On Kawara im Kunstmuseum St. Gallen auszustellen, widmete sie ihm eine Wort-Vitrine, „ON/ON KAWARA/ 31.03.2006“, mit einem kurzen Text: „Fully aware of all that/ passes in the world around him, On Kawara chooses to sit/ stand/ quietly painting his painting.“ In dem Bezug auf den Künstlerkollegen legt Huws wiederum ihre eigenen Quellen offen, so wie sie es wiederholt bei René Magritte oder Marcel Duchamp getan hat.

### Objekte
Mit ihren Objektarbeiten bezieht sich Huws ebenfalls auf Marcel Duchamp. Sie rekonstruierte eines der ersten Readymades von Duchamp, den „Flaschentrockner“ von 1914, mit Hilfe von Leuchtröhren. Im Unterschied zu Marcel Duchamp, der mit industriell gefertigten Gegenständen arbeitete, wählt die Künstlerin indes für ihre künstlerischen Arbeiten Gegenstände, die die Natur gefertigt hat, für die sie jedoch ebenfalls den Begriff „Readymade“ verwendet. So ist beispielsweise die Feder, der sie sich in ihrem neueren Werk widmet, für sie ein natürliches „Readymade“.

### Filme
Neben den Textarbeiten und den Objekten widmete sich Huws in ihrer Arbeit auch dem Medium Film. The Chocolate Bar, der vierte Film der Künstlerin, vereint unterschiedliche Aspekte ihrer Arbeit. Der viereinhalbminütige Film zeigt eine absurde Konversation, bei der Missverständnisse aufgrund verschiedener Terminologien und Bedeutungsebenen entstehen. Die feinen Bedeutungsverschiebungen und Unübersetzbarkeiten von einer Sprache in eine andere werden auch hier thematisiert. Zwischen den Protagonisten des Films, die aneinander vorbeireden, steht ein aus Neonröhren konstruiertes Readymade, das an Duchamp erinnert. The Chocolate Bar wurde 2006 in der Galerie Friedrich in Basel gezeigt.

## Ausbildung und Stipendien
- 2007/08: Gast des Berliner Künstlerprogramm des DAAD
- 2006: B.A.C.A. Biannual Award for Contemporary Art in Europe, Bonnefantenmuseum, Maastricht
- 2004: Ludwig Gies-Preis für Kleinplastik der Letter Stiftung, Köln
- 1999/00: The Henry Moore Sculpture Fellowship, The British School at Rome
- 1998: Kunstpreis der Adolf-Luther-Stiftung, Krefeld
- 1986/88: Royal College of Art, London
- 1981/85: Middlesex Polytechnic, London

## Ausstellungen
- 2016: Bethan Huws. Culture, Language & Thought (Kultur, Sprache & Denken), Kolumba, Köln
- 2013/14: The Large Glass – Bethan Huws. Die Sammlung Kamm und das Werk von Bethan Huws, den vier Jahreszeiten entsprechend angeordnet, Kunsthaus Zug, Zug
- 2011/12: Labor Berlin 7: Reading Duchamp, Haus der Kulturen der Welt, Berlin
- 2010: kestnergesellschaft, Hannover
- 2008: Museu Serralves, Porto, Portugal
- 2006: Bonnefantenmuseum, Maastricht
- 2004: ION ON, Singing for the Sea, Tate Modern, London
- 2003: Kunsthalle Düsseldorf
- 2003: K21, Kunstsammlung Nordrhein-Westfalen, Düsseldorf
- 2002: Produzentengalerie, Hamburg
- 2000: Städtische Galerie im Lenbachhaus, München
- 1998/99: Watercolour, Kaiser-Wilhelm-Museum, Krefeld; Kunstmuseum, Bern
- 1998: Wahlverwandtschaften, Art&Appenzell, Appenzell
- 1997: Galerie Hollenbach, Stuttgart
- 1997: Galerie Friedrich, Bern
- 1993: Museum Haus Esters, Krefeld
- 1992: Galerie Karlheinz Meyer, Karlsruhe
- 1991: The Institute of Contemporary Arts, London
- 1990: Kunsthalle Bern, Bern
- 1989: Riverside Studios, London